# Spunk
Spunk — альбом британской панк-группы Sex Pistols, долгие годы бывший одним из их самых популярных бутлегов. Издан в 2006 году.

## Обзор
В Spunk вошли самые ранние студийные пробы Sex Pistols — демонстрационные и репетиционные записи, сделанные в различных студиях с мая 1976 по январь 1977 гг. Продюсером всех сессий выступил концертный звукорежиссёр Sex Pistols Дейв Гудман. Большинство песен были позже перезаписаны Крисом Томасом и Биллом Прайсом для Virgin Records в феврале—августе 1977 года и вышли на Never Mind the Bollocks. Лишь кавер-версия The Stooges «No Fun», записанная в октябре 1976 года, вышла на сингле «Pretty Vacant» (1977). Все записи сделаны с участием первого бас-гитариста Глена Мэтлока.
Вышедший за неделю до Never Mind the Bollocks (1977), бутлег претендовал на «альтернативный» вариант того, как должен был бы звучать альбом. Кто стоял за изданием бутлега, неизвестно. Права на издание песен принадлежали фирме Макларена, сами плёнки были во владении Дейва Гудмана. Оба они всегда отрицали свою причастность к факту массового появления бутлега в магазинах одновременно с Never Mind the Bollocks, хотя Макларен открыто заявлял, что ему не нравился официальный альбом.
В последующие годы бутлег неоднократно издавался под разными названиями (Mini Album, No Future UK?, There Is No Future) и с отличающимся друг от друга содержанием (общим были демозаписи июля 1976 года). В 1996 году Spunk впервые вышел официально в качестве дополнительного диска к переизданию альбома Never Mind the Bollocks. Наконец, в 2006 году Spunk вышел официально отдельным изданием на Castle/Sanctuary Records. Кроме того, записи со Spunk часто встречаются в различных пиратских компиляциях Sex Pistols.

## Список композиций

### Версия 1 (1977)
В таком составе Spunk вышел на Blank Records в октябре 1977 года. В скобках указаны настоящие названия песен.
1. «Lazy Sod» («Seventeen») — 2:08
2. «Satellite» — 4:10
3. «Feelings» («No Feelings») — 2:51
4. «Just Me» («I Wanna Be Me») — 3:11
5. «Submission» — 4:17
6. «Nookie» («Anarchy in the UK») — 4:07
7. «No Future» («God Save the Queen») — 3:37
8. «Problems» — 4:19
9. «Lots of Fun» («Pretty Vacant») — 3:09
10. «Liar» — 2:44
11. «Who Was It» («EMI») — 3:15
12. «New York (Looking for a Kiss)» («New York») — 3:08

- № 1—5 записаны 13—30 июля 1976; 6 — 10—12 октября 1976; 7—12 — 17—28 января 1977.

### Версия 2 (No Future UK?)
Это дополненное 3 песнями издание, наиболее известное под названием No Future UK?, впервые вышедшее в 1989 году и затем не раз переиздававшееся.
1. Pretty Vacant
2. Seventeen
3. Satellite
4. No Feelings
5. I Wanna Be Me
6. Submission
7. Anarchy in the UK
8. Anarchy in the UK (New version)
9. No Fun
10. God Save the Queen
11. Problems
12. Pretty Vacant
13. Liar
14. EMI
15. New York

### Версия 3 (Early Daze)
Этот диск — очередная вариация Spunk — вышел в 1993 году на Dojo Records под названием Early Daze — The Studio Collection.
1. I Wanna Be Me
2. No Feelings
3. Anarchy in the UK
4. Satellite
5. Seventeen
6. Submission
7. Pretty Vacant
8. God Save the Queen
9. Liar
10. EMI
11. New York
12. Problems

- № 1—6 записаны в июле 1976; 7—12 — в январе 1977.

### Версия 4 (This Is Crap)
Эту версию можно найти на издании альбома Never Mind the Bollocks 1996 года (второй диск — This Is Crap). В дополнение к оригинальным сессиям Гудмана также добавлены сессии лета 1977 года (уже без Глена Мэтлока).
1. Lazy Sod
2. Satellite
3. Feelings
4. Just Me (I Wanna Be Me)
5. Submission
6. Nookie
7. No Future
8. Problems
9. Lots of Fun
10. Liar
11. Who Was That (EMI)
12. Looking for a Kiss (New York)
13. Problems
14. No Feelings
15. Pretty Vacant
16. Submission
17. No Feelings
18. EMI
19. Satellite
20. Seventeen
21. Nookie

- № 1—5, 21 записаны в июле 1976; 6 — в октябре 1976; 7—12 — в январе 1977; 13—15 в мае 1976; 16—20 — летом 1977.

### Версия 5 (2006)
В данной версии Spunk вышел в качестве официального отдельного издания в 2006 году.
1. «Lazy Sod» («Seventeen») — 2:08
2. «Satellite» — 4:10
3. «Feelings» («No Feelings») — 2:51
4. «Just Me» («I Wanna Be Me») — 3:11
5. «Submission» — 4:17
6. «Nookie» («Anarchy in the UK») — 4:07
7. «No Future» («God Save the Queen») — 3:37
8. «Problems» — 4:19
9. «Lots of Fun» («Pretty Vacant») — 3:09
10. «Liar» — 2:44
11. «Who Was It» («EMI») — 3:15
12. «New York (Looking for a Kiss)» («New York») — 3:08
13. Anarchy in the UK — 3:59
14. Pretty Vacant — 3:30
15. No Fun — 7:03

- № 1—5, 13,14 записаны 13—30 июля 1976; 6,15 — 10—12 октября 1976; 7—12 — 17—28 января 1977.

## Позиции в хит-парадах
Еженедельные чарты:
| Год  | Хит-парад                           | Высшая позиция | Пребывание в чарте |
| ---- | ----------------------------------- | -------------- | ------------------ |
| 2006 | Великобритания (UK Indie Chart)     | 15             | 2 недели           |
|      |                                     |                |                    |
| 2015 | Великобритания (Record Store Chart) | 15             | 2 недели           |
| 2015 | Великобритания (Vinyl Albums Chart) | 16             | 2 недели           |